# HD 57478
HD 57478，又名BD-14 1846，SAO 152749、HR 2796，是一颗恒星，视星等为5.45，位于銀經229.04，銀緯-0.13，其B1900.0坐标为赤經7h 16m 23s，赤緯-14° -0.13′ 23″。